# صوفی شیخ‌داز
صوفی شیخ‌داز، روستایی از توابع بخش مرکزی شهرستان کلاله در استان گلستان ایران است.

## جمعیت
این روستا در دهستان تمران قرار دارد و براساس سرشماری مرکز آمار ایران در سال ۱۳۸۵، جمعیت آن ۱٬۰۹۹ نفر (۲۰۲خانوار) بوده‌است.